# Detector Langmuir-Taylor
Un detector Langmuir-Taylor, también llamado detector de ionización de superficie o detector de hilo caliente, es un tipo de detector de ionización utilizado en espectrometría de masas, desarrollado por John Taylor basado en el trabajo de Irving Langmuir y K.H. Kingdon.

## Construcción
Este detector generalmente consiste en un filamento delgado calentado o una cinta de un metal con una alta función de trabajo (típicamente tungsteno o renio). Los átomos o moléculas neutros que golpean el filamento pueden hervir como iones positivos en un proceso conocido como ionización de superficie, y estos pueden medirse como una corriente o detectarse, individualmente, utilizando un multiplicador de electrones y componentes electrónicos de conteo de partículas.

## Aplicaciones
Este detector se utiliza principalmente con átomos alcalinos, de bajo potencial de ionización, con aplicaciones en espectrometría de masas y relojes atómicos.